# Hunters and Collectors
Hunters and Collectors to australijska grupa muzyczna założona w 1981 roku w Melbourne przez Marka Seymoura grająca pub rock i art-funk.

## Dyskografia

### Albumy studyjne
- Hunters and Collectors (Lipiec 1982)
- The Fireman’s Curse (Wrzesień 1983)
- Jaws of Life (Sierpień 1984)
- Human Frailty (Kwiecień 1986)
- What’s a Few Men? (Listopad 1987)
- Fate (1991) [nowa wersja What’s a Few Men?]
- Ghost Nation (Listopad 1989)
- Cut (Październik 1992)
- Demon Flower (Maj 1994)
- Juggernaut (Styczeń 1998)

### Albumy koncertowe
- The Way to Go Out (CD, video, DVD) (6 maja 1985)
- Living ... In Large Rooms and Lounges (27 listopada 1995)
- Under One Roof (live) (11 listopada 1998)

### Minialbumy
- World of Stone (Styczeń 1982)
- Payload (Grudzień 1982)
- Living Daylight (Kwiecień 1987)

### Single
| Rok  | Tytuł                        | Miejsce na liście | Miejsce na liście | Miejsce na liście | Album                |
| Rok  | Tytuł                        | AUS               | NZ                | USA               | Album                |
| ---- | ---------------------------- | ----------------- | ----------------- | ----------------- | -------------------- |
| 1982 | "World of Stone"             | 50                | —                 |                   | World of Stone EP    |
| 1982 | "Talking to a Stranger"      | 59                | —                 |                   | Hunters & Collectors |
| 1982 | "Lumps of Lead"              | —                 | —                 |                   | Payload EP           |
| 1983 | "Judas Sheep"                | —                 | —                 |                   | The Fireman’s Curse  |
| 1983 | "Sway"                       | –                 | —                 |                   | The Fireman’s Curse  |
| 1984 | "Betty's Worry or the Slab"  | —                 | —                 |                   | The Jaws of Life     |
| 1984 | "Carry Me"                   | —                 | —                 |                   | The Jaws of Life     |
| 1984 | "Throw Your Arms Around Me"  | —                 | —                 |                   |                      |
| 1986 | "Say Goodbye"                | 24                | —                 | —                 | Human Frailty        |
| 1986 | "Throw Your Arms Around Me"  | 49                | —                 | —                 | Human Frailty        |
| 1986 | "Everything's on Fire"       | 78                | —                 | —                 | Human Frailty        |
| 1986 | "Is There Anybody in There?" | —                 | —                 | —                 | Human Frailty        |
| 1987 | "Inside a Fireball"          | 41                | —                 | —                 | Living Daylight EP   |
| 1987 | "Do You See What I See?"     | 33                | —                 | —                 | What’s a Few Men?    |
| 1988 | "Still Hangin' 'Round"       | —                 | —                 | —                 | What’s a Few Men?    |
| 1988 | "Back on the Breadline"      | 41                | —                 | 6                 | What’s a Few Men?    |
| 1989 | "When the River Runs Dry"    | 23                | —                 | 5                 | Ghost Nation         |
| 1990 | "Turn a Blind Eye"           | 42                | —                 | —                 | Ghost Nation         |
| 1990 | "The Way You Live"           | 75                | —                 | —                 | Ghost Nation         |
| 1990 | "Love All Over Again"        | —                 | —                 | —                 | Ghost Nation         |
| 1990 | "Throw Your Arms Around Me"  | 34                | —                 | —                 | Collected Works      |
| 1991 | "Where Do You Go?"           | 33                | —                 | —                 | Cut                  |
| 1992 | "Head Above Water"           | 64                | —                 | —                 | Cut                  |
| 1992 | "We the People"              | 70                | —                 | —                 | Cut                  |
| 1992 | "True Tears of Joy"          | 14                | —                 | —                 | Cut                  |
| 1993 | "Holy Grail"                 | 20                | —                 | —                 | Cut                  |
| 1993 | "Imaginary Girl"             | 82                | —                 | —                 | Cut                  |
| 1994 | "Easy"                       | 38                | 38                | —                 | Demon Flower         |
| 1994 | "Back in the Hole"           | —                 | —                 | —                 | Demon Flower         |
| 1994 | "Drop in the Ocean"          | —                 | —                 | —                 | Demon Flower         |
| 1995 | "The One and Only You"       | —                 | —                 | —                 | Demon Flower         |
| 1997 | "Higher Plane"               | —                 | —                 | —                 | Juggernaut           |
| 1998 | "Suit Your Style"            | —                 | —                 | —                 | Juggernaut           |
| 2003 | "Debris"                     | —                 | —                 | —                 | Unnatural Selection  |

## Skład
Chronologicznie:
- John Archer – gitara basowa, wokal (1981–1998)
- Nigel Crocker – puzon (1981–1982)
- Geoff Crosby – keyboard (1981–1985)
- Doug Falconer – bębny, perkusja, wokal (1981–1998)
- Jack Howard – trąbka, keyboard, wokal (1981–1998)
- Andy Lynn – trąbka (1981–1982)
- Chris Malherbe – trąbka (1981–1982)
- Robert Miles – mixowanie (1981–1998)
- Greg Perano – perkusja (1981–1983)
- Mark Seymour – główny wokal, gitara (1981–1998)
- Jeremy Smith – francuski róg, gitara, keyboard, programowanie, wokal (1981–1998)
- Ray Tosti-Guerra – gitara, wokal (1981–1982)
- Michael Waters – puzon, keyboard (1981–1998)
- Martin Lubran – gitara (1982–1983)
- Barry Palmer – gitara (1988–1998)